# Maghama (Département)
Maghama (arabisch مغامة, DMG Maġāma, auch Maghana) ist ein Departement (Moughataa) in der Region Gorgol von Mauretanien. Hauptstadt des Départements ist Maghama.

## Geographie
Das Département liegt im Süden des Landes an der Grenze zwischen Mauretanien und Senegal am Senegal-Fluss. Es hat eine Fläche von 2275 km² und nimmt den Süden der Verwaltungsregion Gorgol ein.  Benachbarte Départements sind im Uhrzeigersinn die Départements Kaédi und Mbout im Norden, sowie im Osten Sélibaby. Die Hauptstadt Maghama liegt am Fluss Oued Garfa (وادي كارفا), einem Zufluss des Senegal.

## Bevölkerung
In der Region sind die Tukulor ansässig. Die Bevölkerungszahl des Départements hat in den Jahren 2000 bis 2023 von 45.501 auf 90.891 Einwohner zugenommen. Es besteht aus den Gemeinden
- Beilouguet Litama
- Daw
- Dolol Civé
- Maghama
- Sagné
- Toulel
- Vrea Litama
- Wali Djantang

## Persönlichkeiten
- Ba Mamadou Mbaré (1946–2013), Abgeordneter für das Department und Präsident des Senats von Mauretanien
- Ba Alassane Mamadou (* 1936), Politiker[4]